# Firuz Nosratdoleh

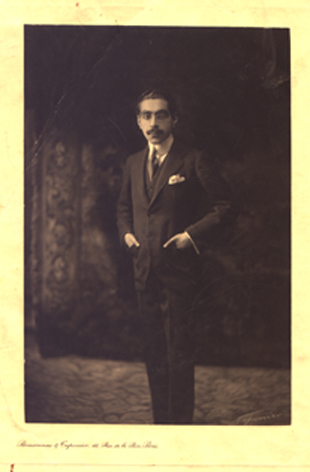
Firuz Nosratdoleh

Firuz Nosratdoleh, auch Firuz Mirza Nosrat-ed-Dowleh III (persisch فیروز میرزا نصرت‌الدوله‎; * 1889 in Teheran; † 1937 in Semnan) war ein iranischer Politiker des frühen 20. Jahrhunderts.

## Leben
Firuz Nosratdoleh wurde 1889 als erster Sohn von Abdol Hossein Mirza Farmanfarma und Prinzessin Ezzat ed-Dowleh, der Tochter von Mozaffar ad-Din Schah, geboren. Seine Schulausbildung erhielt er an der Université Saint-Joseph in Beirut und dem Lycée Janson de Sailly in Paris.
1905 kehrte er in den Iran zurück und übernahm 1906 das Amt des stellvertretenden Gouverneurs von Kerman. Er löste seinen Vater als Gouverneur ab, der in diesem Jahr der Konstitutionellen Revolution im Iran nach Teheran ging.
1911 kehrte er nach Paris zurück, um bei dem berühmten französischen Juristen Geouffre de La Pradelle auf dem Gebiet des Internationalen Rechts mit einer Doktorarbeit über das Sultanat von Oman zu promovieren. Firuz Nosratdoleh ging 1914 mit dem Beginn des Ersten Weltkrieges wieder in den Iran und wurde zunächst 1916 und ein weiteres Mal 1918 Justizminister im Kabinett von Hassan Vosough. In diesem Zusammenhang war er maßgeblich an den Verhandlungen mit den Briten beteiligt, die 1919 zum Abschluss des Anglo-iranischen Vertrages geführt haben. Nach Abschluss des Vertrages wurde Firuz Nosratdoleh Außenminister im Kabinett Vosough. Von der britischen Krone wurde er 1919 zum Knight Grand Cross des Order of St. Michael and St. George für seine Verdienste um die britisch-iranische Freundschaft ernannt.
Nosratdoleh begleitete Ahmad Schah Kadschar auf seiner ersten Europareise als in Teheran bekannt wurde, dass der Abschluss des Anglo-iranischen Vertrages mit der Zahlung erheblicher Bestechungssummen an Ahmad Schah Hassan Vosough, Firuz Nosratdoleh und weitere Mitglieder der Regierung und des Parlaments verbunden waren. Die Bestechungsgelder stammten aus einem Darlehen von 2 Mio. britischen Pfund, das Großbritannien an den Iran gegeben hatte. Die innenpolitischen Auseinandersetzungen um diesen Vertrag, mit dem nach Meinung der politischen Gegner Vosoughs der Iran in ein britisches Protektorat verwandelt würde, führte zu seinem Rücktritt als Premierminister und zum vorläufigen Ende der politischen Karriere von Nosratdoleh.
Nach dem Putsch vom 21. Februar 1921 wurde Nosratdoleh auf Anordnung von Premierminister Seyyed Zia al Din Tabatabai wegen Korruptionsvorwürfen verhaftet, nach dem Rücktritt von Tabatabai aber wieder freigelassen. Als Mitglied des Parlaments war er bis 1923 Vorsitzender des Finanzausschusses.
Ab 1923 wurde er Gouverneur der Provinz Fars. Er blieb Gouverneur bis 1924 und übernahm 1925 im Kabinett von Premierminister Reza Khan, dem späteren Reza Schah Pahlavi, das Amt des Justizministers und 1927 im Kabinett von Mehdi Qoli Khan Hedayat das Amt des Finanzministers. In seiner Funktion als Finanzminister war Nosratdoleh maßgeblich an der Gründung der iranischen Nationalbank beteiligt.
1929 auf Anweisung von Reza Schah entlassen und unter Hausarrest gestellt, wurde Nosratdoleh 1930 wegen Korruption vor Gericht gestellt und verurteilt. 1936 wurde er erneut verhaftet und starb im April 1937.
Nach der Abdankung von Reza Schah im Jahr 1941 kam es zu einer gerichtlichen Untersuchung des ungeklärten Todes mehrerer prominenter Häftlinge. Firuz Nosratdoleh soll unter der Aufsicht von Dr. Ahmadi aus dem Gefängnis entlassen und in einem Haus in Semnan unter Hausarrest gestellt worden sein. In diesem Haus sei er dann aber im April 1937 erwürgt worden.